# Банкетка
Банкетка (от фр. banquette — сиденье, скамья) — разновидность табурета с широким (до 95 см) мягким или полужёстким сиденьем, с подлокотниками или без них. Предназначена для использования с туалетным столиком, в спальне, прихожей, иногда в гостиной комнате. Вместо банкетки может использоваться пуфик.

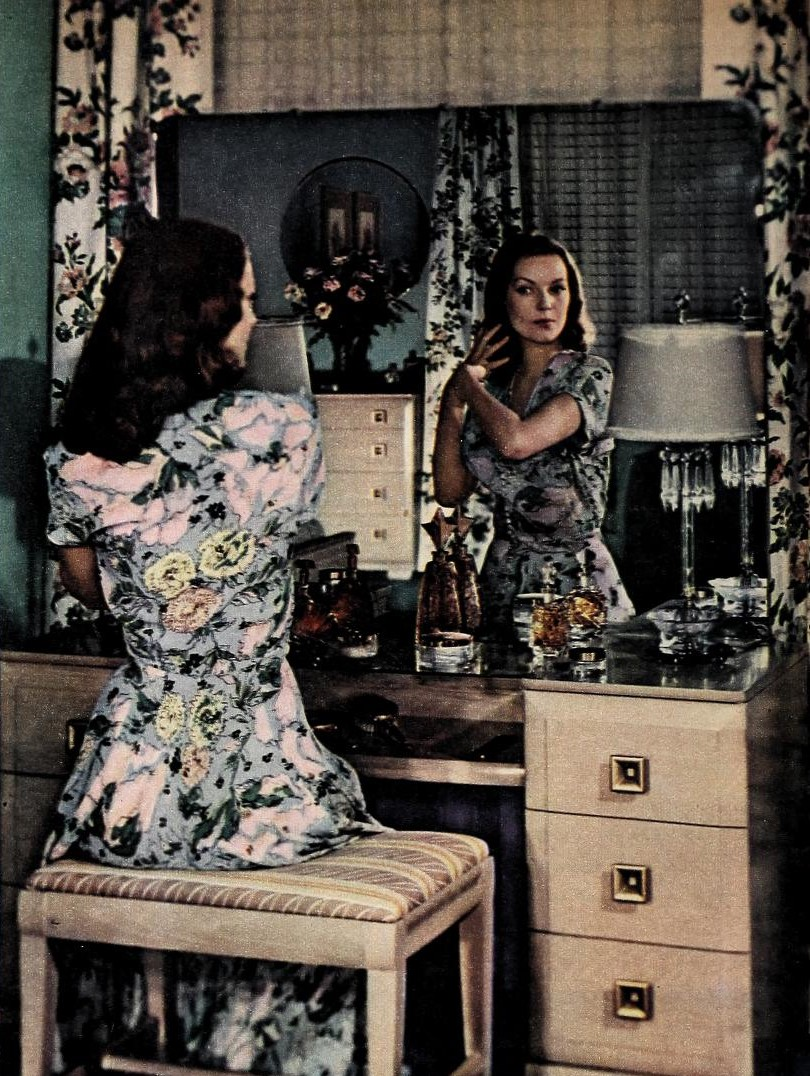
Банкетка с туалетным столиком
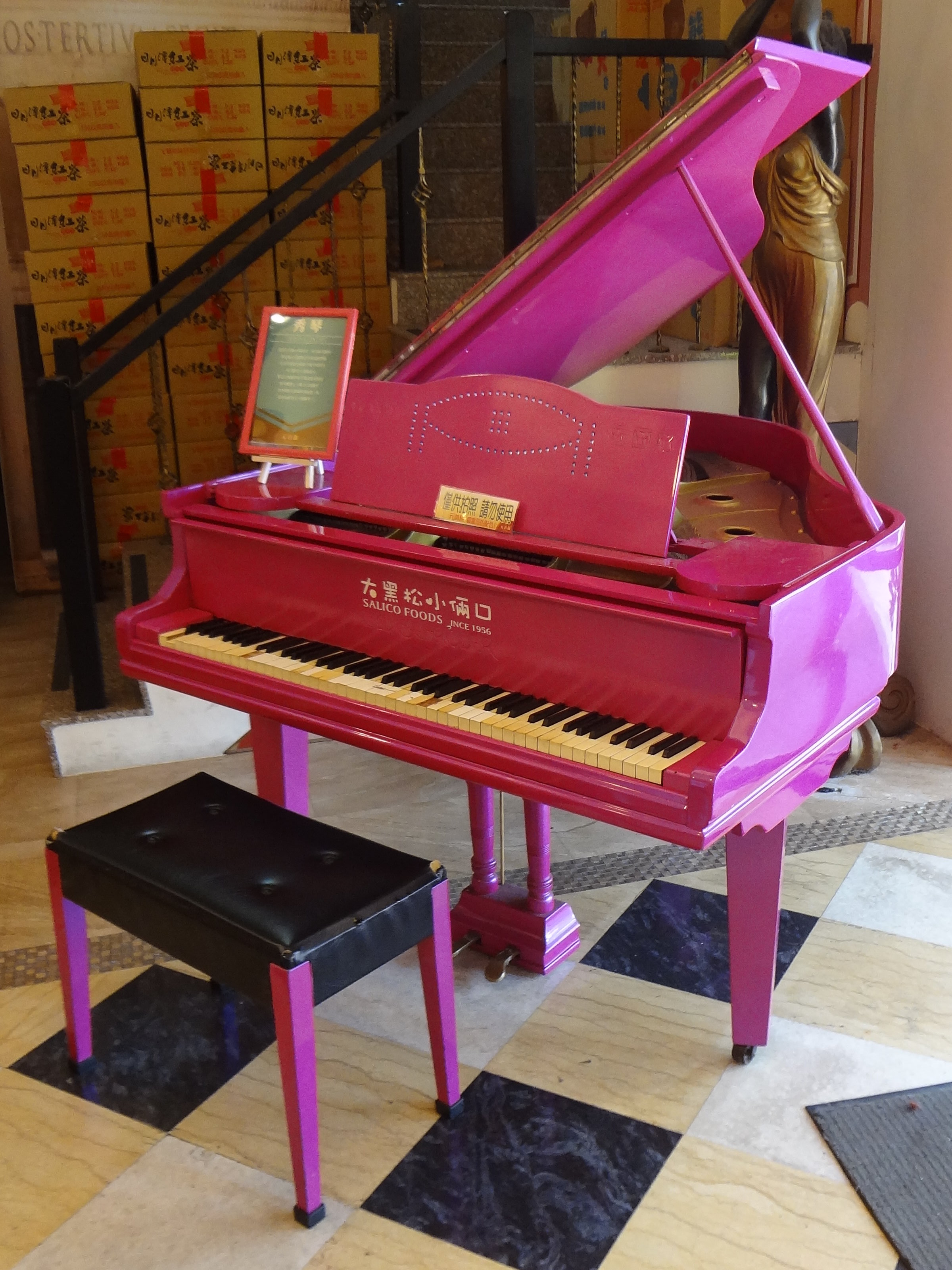
Банкетка для игры на фортепиано